# 중앙유럽 표준시
| 하늘 | 서유럽 표준시 그리니치 평균시 (UTC±00:00)                                 |
| 파랑 | 서유럽 표준시 그리니치 평균시 (UTC±00:00) 서유럽 일광 절약 시간대 (UTC+1) |
| 분홍 | 서아프리카 표준시 (UTC+1)                                                 |
| 빨강 | 중앙유럽 표준시 (UTC+1) 중앙유럽 일광 절약 시간대 (UTC+2)                 |
| 노랑 | 동유럽 표준시 (UTC+2)                                                     |
| 금색 | 동유럽 표준시 (UTC+2) 동유럽 일광 절약 시간대 (UTC+3)                     |
| 옥색 | 극동유럽 표준시 (UTC+3)                                                   |

중앙유럽 표준시(CET, Central European Time)는 협정 세계시보다 1시간 빠른 UTC+1 시간대의 이름이다. 유럽과 북아프리카의 여러 나라에서 사용한다. 대부분 일광 절약 시간제로 중앙유럽 일광 절약 시간대(CEST)를 사용한다. 예전에는 CET 대신에 MET(Middle European Time)라는 이름을 사용하기도 했다.

## 사용 국가
일년 내내 중앙유럽 표준시를 쓰는 나라:
- 알제리

겨울에만 중앙유럽 표준시를 쓰는 나라: 10월 마지막 일요일에서 3월 마지막 일요일 사이
- 네덜란드 (본토)
- 노르웨이
- 덴마크 (본토)
- 독일
- 룩셈부르크
- 리히텐슈타인
- 북마케도니아
- 모나코
- 몬테네그로
- 몰타
- 바티칸 시국
- 벨기에
- 보스니아 헤르체고비나
- 산마리노
- 세르비아
- 스웨덴
- 스위스
- 스페인 (카나리아 제도 제외)
- 슬로바키아
- 슬로베니아
- 안도라
- 알바니아
- 오스트리아
- 이탈리아
- 지브롤터
- 체코
- 크로아티아
- 튀니지
- 폴란드
- 프랑스 (본토)
- 헝가리